# Felicitas Rauch
Felicitas Rauch   (Hann. Münden, 30 d'abril de 1996) és una futbolista alemanya que juga al VfL Wolfsburg.
Internacional per Alemanya, participà a l'Eurocopa 2022, on el seu equip arribà a la final. Aquell mateix any va renovar el seu contracte amb el Wolfsburg fins 2025.